# Sân bay Red Deer
Sân bay khu vực Red Deer, (IATA: YQF, ICAO: CYQF), là một sân bay cách Red Deer 11,1 km về phía nam tây nam, tỉnh Alberta, Canada. Sân bay này có 1 đường băng dài 1685 m bề mặt nhựa đường.

## Các hãng hàng không và các tuyến điểm
Hiện có các hãng hàng không sau đang hoạt động tại sân bay Red Deer:
- Northwestern Air (Calgary, Fort McMurray)